# کون اوه-هیون
کون اوه-هیون، (به کره‌ای: 권오현) (زاده ۱۵ اکتبر ۱۹۵۲) کارآفرین، بازرگان و مدیر ارشد اجرایی کره‌ای است، که اکنون به‌عنوان مدیر عامل اجرایی شرکت سامسونگ الکترونیکس فعالیت می‌نماید.